# Batman: The Video Game
Batman: The Video Game is een videospel dat ontwikkeld werd samen met de eerste Batman film uit 1989. Het spel werd uitgegeven in 1989 voor de Nintendo Entertainment System en werd ontwikkeld door Sunsoft. Een jaar later kwam een versie uit voor de Game Boy en de Sega Megadrive. De NES versie van Batman is een platform-actiespel met locaties uit de film. Het spel bestaat uit vijf levels en wordt afgesloten met een gevecht met de Joker in de klokkentoren van de Gotham kathedraal.

## Gameplay
Het spel voor de NES had iets dat ongebruikelijk was voor side-scrolling platformspellen van die tijd. In tegenstelling tot Sega Mega Drive versie had Batman de mogelijkheid om een muursprong te maken die erg veel lijkt op het langs de muur schrapen in Ninja Gaiden. Ook heeft de speler 3 projectielen tot zijn beschikking: de batarang, de batdisk en de bat speargun. Die wapens kunnen weer worden aangevuld door munitie op te rapen die vijanden laten vallen als ze verslagen zijn.

## Platforms
| Jaar | Platform                  |
| ---- | ------------------------- |
| 1989 | NES                       |
| 1990 | Game Boy, Sega Mega Drive |

## Ontvangst
| Beoordeeld door       | Jaar | Score |
| --------------------- | ---- | ----- |
| Insomnia              | 2010 | 100%  |
| 1UP!                  | 2001 | 96%   |
| Player One            | 1990 | 95%   |
| All Game Guide        | 2007 | 90%   |
| Defunct Games         | 2009 | 85%   |
| Quebec Gamers         | 2006 | 82%   |
| Total!! UK Magazine   | 1992 | 81%   |
| Just Games Retro      | 2001 | 80%   |
| Video Games           | 1991 | 63%   |
| The Video Game Critic | 2005 | 58%   |